# 马古拉
马古拉（英语：MAGURA Gustav Magenwirth GmbH & Co. KG，简称Magura）是一家德国机械零件制造商，主要生产自行车和摩托车的零部件，包括制动器、避震等在车辆上使用液压设计的零部件。

## 历史
马古拉在创立之初曾作为OEM供应商向BMW，Moto Guzzi，标志等品牌提供摩托车夹器，执手等液压制动配件，后经过发展，逐渐成立了自主品牌。